# Gunnar Dahlander
Ernst Gunnar Dahlander, född den 29 oktober 1916 i Kumla församling, Örebro län, död den 3 december 1992 i Nacka församling, Stockholms län, var en svensk fackföreningsman.
Gunnar Dahlander var anställd vid Statens Järnvägar 1937–1943. Åren 1943–1948 var han redaktionssekreterare och studiesekreterare vid Svenska järnvägsmannaförbundet. Han var biträdande pressombudsman vid Landsorganisationen 1948–1951 och pressombudsman 1951–1954. Han var kanslichef vid Beredskapsnämnden för psykologiskt försvar 1955–1958 och dess ordförande 1960–1965. Han var avdelningschef på Kooperativa Förbundet 1958–1960 och rektor för Vår gård 1960–1979.
Han var även ledamot av styrelsen och arbetsutskottet i Föreningen Norden 1948–1978, ledamot av Radionämnden 1953–1967 och ledamot av Svenska Unescorådet 1954–1957. Han var lärare vid Försvarshögskolan 1955–1958.